# Данило Чаплинський

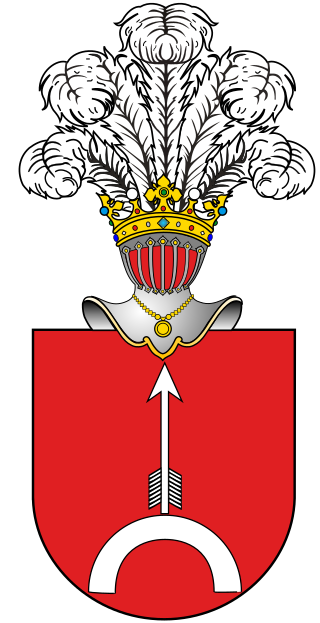
Дрогослав герб чаплинського

Даніель Чаплинський, Данило Чаплинський (пол. Daniel Czapliński (Czaplicki), Даніель Чаплінський/Чапліцький; ?, Брацлавщина — ?) — польський шляхтич, військовик, урядник Речі Посполитої. Підстароста чигиринський (1646), ротмістр, управитель Олександра Конецпольського в Україні. Особистий ворог Богдана Хмельницького.

## Життєпис
За даними о. Каспера Несецького ТІ, про рід Чаплицьких гербу Котвич не згадують ні Бартош Папроцький, ні Шимон Окольський. Адам Бонецький називав його Даніелем Чапліцьким, не вказав герба.
Даніель Чаплинський відомий як особистий ворог Богдана Хмельницького. Причиною сварок між ними було «невирішене» земельне питання, інспіроване магнатом Олександром Конецпольським як виконання передсмертного бажання його батька Станіслава. Одного разу дав наказ своїм слугам піймати, сильно побити на базарі на ринку Чигирина малого сина Богдана Хмельницького, який після цього ледве залишився живим. 1647 року Чаплинський напав на хутір у Суботові, пограбував майно, підступом відібрав привілей на слободу Суботів (наданий в довічне користування королем Сигізмундом III Вазою, підтверджений його сином Владиславом IV Вазою, за славні походи на чолі 10-тисячного козацького війська на Чорному морі 1621 року). Богдана Хмельницького взяв під арешт, принизивши цим його шляхетську гідність. Допомогла у цій ситуації Чаплинська, про що Хмельницький сам описує в листі до гетьмана коронного Миколая Потоцького (1648 рік).
Під час цього «наїзду» був забитий насмерть син Богдана Остап. Свавілля Чаплинського, небажання влади проводити справедливий суд у цій справі змусили Богдана Хмельницького податися на Запорозьку Січ. Не змігши нічого довести (королі Сигізмунд III Ваза, Владислав IV на той час не жили), Богдан Хмельницький подався до низового козацтва, очолив козацький збройний виступ проти шляхти Речі Посполитої.
На початку Хмельниччини Чаплинський воював у лавах шляхетських військ проти повстанців: 1649 року брав участь в обороні Збаража, 1651-го командував підрозділом у битві під Берестечком. За свої військові заслуги 1653 року був обраний депутатом Трибуналу Коронного в Любліні.
На початку 1649 року дружина Чаплинського Мотрона стала дружиною Богдана Хмельницького. Вважається, що її рука також була предметом суперечок між обома шляхтичами.
Після вдалої битви під Жовтими Водами Хмельницький одразу послав козаків за Чаплинським, якого взяли ввечері перед сном в одній сорочці, дали попрощатись з жінкою, дали верхній одяг. Наступного дня він був доставлений до Богдана Хмельницького під Жовті Води, там гетьман наказав його відвезти за милю від того місця, де находились лицарські голови, які полягли у битві, бо він був не достойний з ними лежати на одному полі, і стратити. Хмельницький описує у своїх листах Чаплинського як п'яницю та гуляку, що не поважав заслуги руської шляхти (за літописом Самійла Величка).
Згідно з козацькими легендами, Богдан Хмельницький відтяв голову Чаплинському 1649 року, коли зайняв із військом Чигирин. Імовірно, Данило Чаплинський пережив Богдана Хмельницького (ім'я на документах зустрічається 1660 року). У 1663 році брав участь у поході поляків на Лівобережну Україні. У своєму звіті коронному гетьману Єжи Любомирському: «…милістю Божою деякі міста, містечка й села здавалися на ім'я короля й.м.; багато часу робота ця займала, коли під кожним, день, два і три ведучи перемовини, розважатися довелось». Подальша доля невідома.

### Коротка версія «Польського біографічного словника»
В листах до короля, гетьмана великого коронного Миколая Потоцкого («Ведмежої лапи»), коронного хорунжого Олександра Конецпольського Богдан Хмельницький називав Данила Чаплинського «шахраєм, пияком, злодієм, здирником українців», з чого ясно, що був він досить типовим представником суворих, часто несправедливих великопанських економів в Україні. Правдоподібно, був сином Марціна — збирача податків у Віленському воєводстві Великого Князівства Литовського. В Україні появився на посаді управителя маєтків коронного хорунжого Олександра Конецпольського, через деякий час став у нього підстаростою.
У 1645-1646 роках адміністратором маєтку Холхле (пол. Chołchle) вітебського воєводи Христофора Кішки у Литві був деякий Данило Чаплинський. В листах, які він писав до свого хлібодавця, довідуємось про бунти селян, участь Чаплинського у тортуруванні селян-бунтівників. Христофор Кішка помер у серпні 1646, можна припустити, що тоді Данило Чаплинський переїхав на службу до коронного хорунжого Олександра Конецпольського в Україні, і ці двоє — одна особа.
З невідомих причин між ним та Богданом Хмельницьким виникло непорозуміння, тоді Чаплинський чинив все, щоб принизити й знищити зненавидженого сотника Чигиринського полку. На вимоги Хмельницького видати йому підстаросту ніхто не реагував.
Брав участь в облозі Збаража (доброволець у полку брацлавського воєводи Станіслава Лянцкоронського), в зимовій кампанії Мартина Калиновського, у Берестецькій, Жванецькій битвах, залишився цілим після погрому біля Батога. 1654 воював проти українських козаків, московитів; був депутатом Любельського трибуналу.
У кіно:
- Вогнем і мечем (1999)
- Гетьман — фільм режисера Валерія Ямбурського[12]